# ŠK Svätý Jur
Športový klub Svätý Jur w skrócie ŠK Svätý Jur – słowacki klub piłkarski grający w trzeciej lidze słowackiej, mający siedzibę w mieście Svätý Jur.

## Historia
Klub został założony w 1921 roku. Za czasów istnienia Czechosłowacji największym sukcesem klubu był awans do trzeciej ligi czechosłowackiej. Grał w niej w latach 1977-1984 i 1987-1988. Z kolei po rozpadzie Czechosłowacji klub rozpoczął grę od trzeciej ligi słowackiej. W sezonie 2016/2017 zaliczył roczny epizod w drugiej lidze.

## Historyczne nazwy
- TJ Družstevník Jur pri Bratislave (Telovýchovná jednota Družstevník Jur pri Bratislave)
- TJ Meopta Jur pri Bratislave (Telovýchovná jednota Meopta Jur pri Bratislave)
- ŠK Svätý Jur (Športový klub Svätý Jur)

## Stadion
Domowe mecze klub rozgrywa na stadionie o nazwie Štadión ŠK Svätý Jur, położonym w mieście Svätý Jur. Stadion może pomieścić 1000 widzów.